# BRL-15572
BRL-15,572 je lek koji deluje selektivni antagonist serotoninskog receptorskog tipa 5-, koji je oko 60x selektivniji u odnosu na srodne receptore.
 receptor ima veoma sličnu farmakologiju sa blisko srodnim  receptorom, i većina starijih liganda tih receptora se vezuje za ova tipa sa približno jednakim afinitetom. Razvoj jedinjenja kao što je BRL-15572, koja imaju sposobnost selektivnog blokiranja  tipa, su znatno unapredila oruđa za istraživanje funkcije tog serotoninskog receptora. Jedna od otkrivenih funkcija  receptora je njegova uloga u modulaciji otpuštanja neurotransmitera glutamata u mozgu, kao i funkcije u regulaciji cerebralnog krvnog pritiska koje su važne u patogenezi migrenskih glavobolja.

## Spoljašnje veze
|  | Molimo Vas, obratite pažnju na važno upozorenje u vezi sa temama iz oblasti medicine (zdravlja). |